# 王月清
王月清（1966年—），山东齐河人，汉族，中华人民共和国政治人物、第十二届全国人民代表大会黑龙江地区代表。
毕业于黑龙江省行政管理学院法律专业，加入中国共产党。2013年，被选为全国人大代表。